# Kambar (ås i Island, Suðurland)
Kambar är en ås i republiken Island. Den ligger i regionen Suðurland, 170 km öster om huvudstaden Reykjavík.